# Крен (Јон)
Крен (фр. Crain) насеље је и општина у источном делу централне Француске у региону Бургоња, у департману Јон која припада префектури Осер.
По подацима из 2011. године у општини је живело 398 становника, а густина насељености је износила 40,2 становника/km². Општина се простире на површини од 9,9 km². Налази се на средњој надморској висини од 141 метар (максималној 207 m, а минималној 132 m).

## Демографија
| 1962. | 1968. | 1975. | 1982. | 1990. | 1999. | 2011. |
| ----- | ----- | ----- | ----- | ----- | ----- | ----- |
| 283   | 343   | 347   | 352   | 373   | 363   | 398   |

График промене броја становника у току последњих година